# Ligadura (medicina)

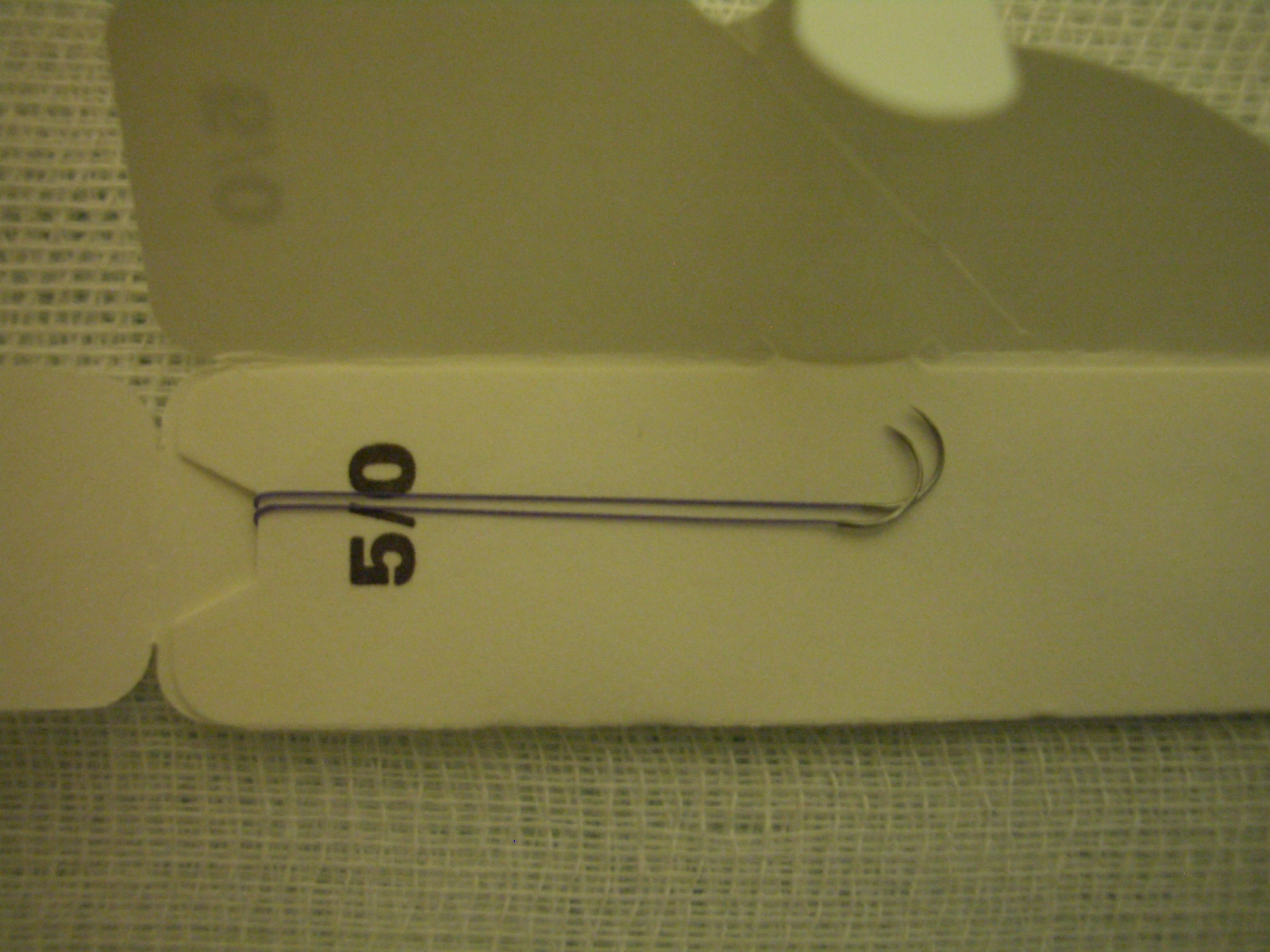
Hilo VYCRYL (es un tipo de hilo especial para ligaduras)

En términos médicos una ligadura es un procedimiento para anudar los vasos sanguíneos para que la sangre deje de fluir hacia una parte del cuerpo o un tumor. También puede ser utilizada para evitar hemorragia. Usualmente se utiliza un tipo de hilo especial para rodear los vasos sanguíneos o con clips metálicos.